# Jan Malinda
Jan Malinda (* 29. září 1982, Mělník) je český novinář, spisovatel a scenárista. Vystudoval Institut komunikačních studií a žurnalistiky na Fakultě sociálních věd Univerzity Karlovy v Praze. Poté studoval scenáristiku na FAMU, zdejší studia však nedokončil.
V roce 2004 začal psát do týdeníku Nedělní svět, odkud v roce 2006 přestoupil do Magazínu DNES.
Jako scenárista debutoval v letech 2011-2012 scénáři ke dvěma epizodám seriálu Kriminálka Anděl. Je autorem scénářů k seriálům Případy 1. oddělení a Docent.
Napsal knihy Lepší než prstem do oka (2002, Motto), Polopravdy, čtvrtpravdy a celolži (2003, Knižní klub), Ilegální vztahy (2008, Labyrint) a Zelenobílá vykrádačka (2019, CPress).
Je fanouškem fotbalového klubu Bohemians Praha 1905.